# وان تری هیل (مجموعه تلویزیونی)
وان تری هیل (انگلیسی: One Tree Hill) یک مجموعه تلویزیونی درام نوجوانانهٔ آمریکایی است که توسط مارک شوآن ساخته شده است. پخش این مجموعه از ۲۳ سپتامبر ۲۰۰۳ از شبکهٔ دابلیوبی آغاز شد. پس از پایان فصل سوم، شبکهٔ دابلیوبی با شبکهٔ یوپی‌ان ادغام شد و شبکهٔ جدیدی به نام سی‌دابلیو شکل گرفت. از ۲۷ سپتامبر ۲۰۰۶، پخش مجموعه از طریق شبکهٔ سی‌دابلیو در ایالات متحده ادامه یافت و تا پایان مجموعه در ۴ آوریل ۲۰۱۲ ادامه داشت. داستان این مجموعه در شهر خیالی «تری هیل» واقع در ایالت کارولینای شمالی می‌گذرد و در آغاز، زندگی دو برادر ناتنی را دنبال می‌کند (با بازی چاد مایکل موری و جیمز لاففرتی) که برای پیوستن به تیم بسکتبال دبیرستان با یکدیگر رقابت می‌کنند. در ادامه، داستان وارد روابط عاشقانهٔ پیچیده و درگیری‌های احساسی آن‌ها می‌شود.

## انتشار
در ۷ فوریه ۲۰۰۷، شبکهٔ سوپ‌نت اعلام کرد که بازپخش مجموعه‌های تلویزیونی او. سی. و وان تری هیل را آغاز خواهد کرد. این قرارداد با شرکت تهیه‌کنندهٔ مجموعه، یعنی وارنر برادرز منعقد شد و به موجب آن، سوپ‌نت این اختیار را داشت که فصل پنجم سریال را برای هم‌نشری وب خریداری کند. این شبکه در نهایت از ژانویه ۲۰۰۹، پخش فصل پنجم را نیز آغاز کرد.
در هند، وان تری هیل نخستین بار در ۲۷ فوریه ۲۰۱۳ از شبکهٔ استار ورلد ایندیا پخش شد. این شبکه فصل‌های ۱ تا ۷ را در روزهای کاری ساعت ۱۰ شب و فصل‌های ۸ و ۹ را ساعت ۷ شب پخش کرد. پخش این مجموعه در استار ورلد ایندیا در ۱۴ نوامبر ۲۰۱۳ به پایان رسید.
در استرالیا، این مجموعه نخستین بار در دسامبر ۲۰۰۳ از شبکهٔ ناین نتورک روی آنتن رفت، اما به دلیل پایین بودن میزان بینندگان، پس از سه قسمت متوقف شد. سپس شبکهٔ نتورک تن امتیاز پخش را به‌دست‌آورد و فصل‌های ۱، ۲، ۴ تا ۶ را پخش کرد. بازپخش قسمت‌ها در هر دو شبکهٔ نتورک تن و شبکهٔ دیجیتال آن با نام «الون» ادامه یافت. کل مجموعه (فصل‌های ۱ تا ۹) همچنین از طریق سرویس پولی فاکس‌تل و از آرنا چنل پخش شد. وان تری هیل در فیلیپین در ۷ مارس ۲۰۰۷ از شبکهٔ آرپی‌ان پخش شد.
کل مجموعه تا ۱ اکتبر ۲۰۱۷ بر روی سرویس اینترنتی نتفلیکس در دسترس بود.
در ۱۷ ژانویه ۲۰۱۸ اعلام شد که تمام قسمت‌های وان تری هیل از ۱ فوریه ۲۰۱۸ از طریق سرویس هولو قابل تماشا خواهد بود.

## رسانه خانگی
تمام فصل‌های وان تری هیل (فصل‌های ۱ تا ۹) در قالب دی‌وی‌دی در منطقه‌های ۱، ۲ و ۴ منتشر شده‌اند. این نسخه‌ها شامل بخش‌هایی نظیر تفسیر صوتی بازیگران و عوامل برای برخی قسمت‌ها، سکانس‌های حذف شده، پشت صحنه‌های طنز و مستندهای کوتاه دربارهٔ روند تولید بوده‌اند.
چهار نسخهٔ کلکسیونی به صورت باکس ست نیز منتشر شده است: نخستین نسخه در اوت ۲۰۰۹ شامل فصل‌های ۱ تا ۶؛ نسخهٔ دوم در اوت ۲۰۱۰ شامل فصل‌های ۱ تا ۷ و نسخهٔ سوم در سال ۲۰۱۱ شامل فصل‌های ۱ تا ۸ بود. در ۱۲ مه ۲۰۱۲، اعلام شد که یک مجموعهٔ کامل شامل کل فصل‌های مجموعه به زودی عرضه خواهد شد. این مجموعه در ۱۱ ژوئن ۲۰۱۲ منتشر شد. در ابتدا، این مجموعه فقط در بریتانیا برای فروش عرضه شد؛ اما از ۳۱ اکتبر ۲۰۱۲، در استرالیا نیز در دسترس قرار گرفت.